# Romain Mader
 (octobre 2022).
La mise en forme du texte ne suit pas les recommandations de Wikipédia : il faut le « wikifier ».
Les points d'amélioration suivants sont les cas les plus fréquents. Le détail des points à revoir est peut-être précisé sur la page de discussion.
- Les titres sont pré-formatés par le logiciel. Ils ne sont ni en capitales, ni en gras.
- Le texte ne doit pas être écrit en capitales (les noms de famille non plus), ni en gras, ni en italique, ni en « petit »…
- Le gras n'est utilisé que pour surligner le titre de l'article dans l'introduction, une seule fois.
- L'italique est rarement utilisé : mots en langue étrangère, titres d'œuvres, noms de bateaux, etc.
- Les citations ne sont pas en italique mais en corps de texte normal. Elles sont entourées par des guillemets français : « et ».
- Les listes à puces sont à éviter, des paragraphes rédigés étant largement préférés. Les tableaux sont à réserver à la présentation de données structurées (résultats, etc.).
- Les appels de note de bas de page (petits chiffres en exposant, introduits par l'outil «  Source ») sont à placer entre la fin de phrase et le point final[comme ça].
- Les liens internes (vers d'autres articles de Wikipédia) sont à choisir avec parcimonie. Créez des liens vers des articles approfondissant le sujet. Les termes génériques sans rapport avec le sujet sont à éviter, ainsi que les répétitions de liens vers un même terme.
- Les liens externes sont à placer uniquement dans une section « Liens externes », à la fin de l'article. Ces liens sont à choisir avec parcimonie suivant les règles définies. Si un lien sert de source à l'article, son insertion dans le texte est à faire par les notes de bas de page.
- La présentation des références doit suivre les conventions bibliographiques. Il est recommandé d'utiliser les modèles {{Ouvrage}}, {{Chapitre}}, {{Article}}, {{Lien web}} et/ou {{Bibliographie}}. Le mode d'édition visuel peut mettre en forme automatiquement les références.
- Insérer une infobox (cadre d'informations à droite) n'est pas obligatoire pour parachever la mise en page.

Pour une aide détaillée, merci de consulter Aide:Wikification.
Si vous pensez que ces points ont été résolus, vous pouvez retirer ce bandeau et améliorer la mise en forme d'un autre article.
Pour les articles homonymes, voir Mader.
Romain Mader, né à Aigle en 1988, est un photographe suisse.

## Biographie
Romain Mader obtient un CFC en informatique avant de se consacrer à la photographie. Il se forme d’abord au CEPV de Vevey, où il obtient une maturité artistique, et ensuite à l'École Cantonale d’Art de Lausanne qui lui décerne une bachelor en photographie en 2012. En 2011, il est invité par Planches Contact, le festival de photographie de Deauville, pour lequel il réalise la série De nouveaux amis. La même année, il participe au 8ème Grand Prix International de photographie de Vevey, organisé par le Festival Images. En 2013, l’Espace Quai1 présente sa première exposition individuelle nommée Ekaterina, qui est ensuite sélectionnée pour participer à Plat(t)form 2013 organisé par le Fotomuseum Winterthur. La même année, il est nommé lors des Prix Suisses de Design. En 2016, Morel Books publie son travail Ekaterina en monographie,. En 2017, Romain Mader est sélectionné comme onzième lauréat du FOAM Paul Huf Award,,. En 2018, il obtient un master à la Haute École d'Art de Zürich.
Dans ses œuvres, Mader se met en scène en jouant des rôles dans ses photographies. La série Ekaterina se compose notamment de clichés où il pose à la recherche de sa femme idéale. Il est fasciné par les thématiques des genres, de la solitude et des comportements humains,,.
Son travail a été exposé dans des galeries et musées prestigieux tels que le TATE Modern, la Fondazione Sozzani et Photo Élysée,,.
Romain Mader vit et travaille à Zürich.

## Expositions individuelles (sélection)
- 2013 - Ekaterina, Quai 1, Vevey CH
- 2014 - Moi avec des filles, Journées photographiques de Bienne, Bienne, CH
- 2014 - Atomik Magik Circus, with Nadja Kilchhofer & François Burland, Images Vevey, Vevey, CH
- 2016 - El patio del amore, La Fragua, Belalcazar, ES
- 2017 - Paris Photo, Galerie Dix9, Paris Photo, Paris, FR
- 2017 - The Following is a True Story, Paul Huf Award, FOAM, Amsterdam, NL
- 2018 - Art Rotterdam, Galerie Dix9, Art Rotterdam, Rotterdam, NL
- 2018 - From Davos with Love!, Galerie Dix9, Paris, FR
- 2018 - Schattenparker, Fotogalleri Vasli Souza, Malmö, SE
- 2020 - Sunset, Street Gallery, Maribor, SI
- 2022 - Les Mariés, Guernsey Photography Festival, Guernsey, UK

## Expositions collectives (sélection)
- 2014 - ECAL PHOTOGRAPHY, Galleria Carla Sozzani, Milan, IT
- 2016 - No country for old GPS with Allbert Algaier, CCOP, Porto, PT
- 2016 - Performing for the Camera, Tate Modern, London, UK
- 2017 - Follow_Me, OCAT Shanghai, Shanghai, CN
- 2018 - Degree Show ZHdK, Zürich, CH
- 2019 - Add Oil, Academy of Visual Arts, Kaitak Campus, Hong Kong, CN
- 2019 - A theme Is Not An Exhibition, Marsèll Paradise, Milano, IT
- 2019 - The address is the title and vice versa, wasbiennale.org, Tokyo, JP
- 2020 - Photo Basel/Berlin, Flughafen Tempelhof, Berlin, DE
- 2021 - Keep that fire burning, Photo Basel with Galerie Dix9, Basel, CH